# Agetocera hopei
Agetocera hopei es un coleóptero de la familia Chrysomelidae.
Fue descrita científicamente por primera vez en 1865 por Baly.